# Tőkei Ferenc
Tőkei Ferenc (Budapest, 1930. október 3. – Budapest, 2000. augusztus 13.) sinológus, irodalom- és filozófiatörténész, műfordító. A Magyar Tudományos Akadémia tagja. (Kínai neve: pinjin hangsúlyjelekkel: Dù 	Kèyì, magyar népszerű átírás: Tu Ko-ji, hagyományos kínai: 杜克義; egyszerűsített kínai: 杜克义.)

## Élete
1930-ban született Budapesten. Gyermek- és kamaszkorát az akkor még önálló Rákoshegyen töltötte. Katolikus családból származott, a budapesti Piarista Gimnáziumban érettségizett. Középiskola után, 1949-ben felvették az ELTE bölcsészkarára, kínai és tibeti szakra, de a nyelvek mellett mindeközben sok minden mást is tanult: egyetemes néprajzot (etnológiát), világirodalmat, világtörténelmet, esztétikát, továbbá kínai és belső-ázsiai művészettörténetet. Már gimnáziumi évei alatt érdeklődni kezdett a marxizmus iránt, nagy hatással voltak rá Lukács György művei. Így a sinológiai és irodalmi tanulmányai mellett érdeklődése fokozatosan a filozófia felé is fordult. 1953-ban szerezte meg a diplomáját, aspiránsként három évig az ELTE-n maradt, majd 1956-ban a nyelvtudományok kandidátusa („Földtulajdon-viszonyok a Csou-kori Kínában”), 1965-ben az irodalomtudomány doktora („Műfajelmélet Kínában a III-VI. században: Liu Hie elmélete a költői műfajokról”) lett.  
1956-ban a Hopp Ferenc Kelet-Ázsiai Múzeumban dolgozott, ahol megválasztották a Forradalmi Bizottság elnökének. A forradalom leverése után fegyelmit kapott, elhagyta a múzeumot, és lektor lett az Európa Könyvkiadónál. Itt kezdeményezte a kínai és más keleti könyvek kiadását, közreműködött szerkesztésükben, fordításukban, ezzel munkát adva az akkor betiltott költők jó részének. 1962-ben vették fel az MSZMP-be, 1988-ban megválasztották a Központi Bizottság tagjának.
A hatvanas években nagy érdeklődéssel fordult a marxista történetfilozófia egyes kérdései felé. Különösen jelentős eredményeket ért el az ázsiai termelési mód kutatása terén. Ezzel kapcsolatos 1965-ös kötete (Az „ázsiai termelési mód” kérdéséhez) jelentős nemzetközi visszhangot kapott. 1967-től az MTA Filozófiai Intézetének munkatársa, 1969–1972 között az igazgatója. 1971–1990 között az ELTE filozófiai, 1990-től haláláig sinológiai tanszékének egyetemi tanára. 1972–1994 között az MTA Orientalisztika Munkaközösségének vezetője, amelyben egyebek között Ecsedy Ildikóval  és Simon Róberttel  dolgozott együtt. Számos folyóirat főszerkesztője (pl. Magyar Filozófiai Szemle), illetve szerkesztője (Társadalmi Szemle, Eszmélet) volt. 1973-tól az MTA levelező, 1985-től rendes tagja.
1970-ben megkapta az Állami Díj II. fokozatát (tudományos munkásságáért, különös tekintettel Az ázsiai termelési mód kérdéséhez című könyvéért), 1986-ban SZOT-díjban részesült.
Tudományos tanulmányait – a külföldi folyóiratok mellett – nagyrészt az  Acta Orientalia Academiae Scientiarum Hungaricae közölte.
2000-ben hunyt el.

## Munkássága
Tőkei Ligeti Lajos és Csongor Barnabás tanítványa volt, munkássága meghatározó hatással volt a magyar sinológia több nemzedékére. Filozófiai és irodalmi fordításai, a legmagasabb szakmai színvonalat képviselő, mégis könnyen befogadható értelmezései a kínai irodalom és filozófia iránt érdeklődő szélesebb nem-sinológus tudományos közösség és a laikus közönség Kína-képének alakítása szempontjából is nagy jelentőségűek. Pályájának három fő szegmense a kínai filozófia, irodalomelmélet és esztétika fordítása és tanulmányozása; a kínai irodalom jelentős alkotásainak fordítása és elemzése; illetve a történelemfilozófiai, történetelméleti gondolkodás, amelyhez elsősorban a termelési formák marxi elméletén, különösképpen az „ázsiai termelési mód” kérdésén keresztül kapcsolódott.
Érdeklődésének egyik fontos vonulata az ókori kínai filozófia volt, egy többször kiadott, háromkötetes munkában magyarra fordította a legfontosabb kínai bölcselők válogatott műveit, ezt a későbbiekben a korai kínai buddhista filozófia szemelvényeinek fordításával egészítette ki. A kínai filozófia korai szövegeit magyar nyelven a mai napig elsősorban Tőkei fordításaiban használják a szakemberek. Fordítói és magyarázó munkája révén Tőkei „a magyar olvasónak először ad átfogó képet a klasszikus kínai gondolkodás, filozófia és esztétika történetéről, mint az egyetemes világkultúra részéről”. Fordításait precizitás, körültekintő fordítói-értelmezői attitűd jellemzi. 
Tőkei talán az esztétika területén lelte legnagyobb örömét a tudományos munkában. Kína iránti kezdeti, gimnazista évei alatt kialakuló érdeklődését a kínai színjáték keltette föl – emiatt kezdett autodidakta módon kínaiul tanulni. Qu Yuan költészetét 1953-ban ismerte meg, és már ekkor jelentős hatást gyakorolt rá. Qu Yuan Lisao című műve Tőkei Ferenc első prózafordítása alapján Weöres Sándor (Menekülés a bánat elől, 1954), majd Nagy László (Száműzetés, 1959) verses átfogalmazásában jelent meg. A Lisao kapcsán 1959-ben publikálta először magyarul (A kínai elégia születése, 1959), majd franciául (1967) az elégia műfajáról írt, Lukács György hatását is magán viselő könyvét. Az általa fordított francia kiadáshoz (Naissance de l'élégie chinoise) Paul Demiéville  írt előszót és olyan francia eszmetörténészekre is hatott, mint Gilles Deleuze.
A költői szövegek mellett mindig is vonzotta a színház világa, három kínai drámát – Guan Hanqing: Tou O ártatlan halála (Dou E yuan), Li Xingdao: Krétakör (Huilanji) és Wang Shifu  Nyugati szoba (Xixiangji) – is megszólaltatott magyarul. Tőkei Ferenc irodalmi érdeklődését kiegészítette a kínai esztétika tanulmányozásával, 1965-ös akadémiai doktori disszertációjának témája is az egyik legfontosabb alapmű, Liu Xie Wenxin diaolong (Az irodalom szíve és faragott sárkányai) című munkája volt, de ezután is közzétett esztétikai szövegeket (A szépség szíve – Régi kínai esztétikai írások, 1973). Kedvenc szerzői között megfért a Han-kor földhözragadt, szkeptikus bölcselője, Wang Chong és a természetfeletti történetek legismertebb Qing-kori szerzője, Pu Songling.
Tőkei fordítói tevékenysége nyomán a kínai irodalom számos remekműve jelenhetett meg magyarul. Mint ő maga írta, „[a] fordítói munkában mindig nagy gyönyörűséget találtam; úgy gondolom, egy klasszikus kínai művet akkor ért meg igazán az ember, ha anyanyelvére lefordítja azt.”  Irodalmi fordításai között megtaláljuk versek prózafordítását, elbeszélő művek fordításait, illetve színműveket is.
Tőkei érdeklődésének harmadik meghatározó területe a történetelmélet volt. Saját bevallása szerint a Zhou-dinasztia korának földtulajdonviszonyait tárgyaló kandidátusi értekezésének írása során kezdett el foglalkozni az „ázsiai termelési mód” kérdéskörével. Erről 1965-ben önálló kötetet adott ki, amely hat nyelven jelent meg, igen komoly nemzetközi elismerést hozva számára. Noha e tárgykörben született munkái – jórészt a „marxista” tudományosság rendszerváltás utáni megítélése miatt – hazánkban alig kapnak figyelmet, fontos kiemelni, hogy ezek az írások korántsem a „történelmi materializmus” sztálini hagyományába illeszkednek, hanem Marx saját szövegeinek újraolvasásán alapuló, a történelem vizsgálatához filozófiai igénnyel és filozófiai megértéssel közelítő értelmezések. Résztvevője volt azoknak a formációelméleti vitáknak, amelyek a nemzetközi szakirodalomban az 1950-es évek vége óta folytak, többek között a „Recherches internacionales” hasábjain. Ilyen diszkusszió folyt „à la lumière du marxisme” égisze alatt Premières sociétés de classes et mode de production asiatique címmel 1967-ben, amelyben a „Les formations sociales dans l’histoire de la Chine” című tanulmányával vett részt. A marxi történetelmélet e kulcsfontosságú toposzának hatása máig jelentős a nemzetközi eszmecserékben az ún. „nem-európai” társadalmak történelmi alakulásának kérdésköréről, Tőkei munkásságára pedig e tárgyban manapság is hivatkoznak.
Saját írásai és fordításai mellett nem szabad megfeledkezni Tőkei iskolateremtő karakteréről, amelynek hatása az MTA Orientalisztika Munkaközösség tagjainak, illetve az ELTE Bölcsészettudományi Kar hozzá közel álló filozófiatörténészeinek és sinológusainak munkáiban él tovább, és tetten érhető széleskörű szerkesztői tevékenységében is, amelyből a kínai filozófia, irodalom, és tágabb értelemben a kínai kultúrtörténet hazai megismertetésének nagyívű programja rajzolódik ki. 

## Emlékezete
2000-ben, 70. születésnapja tiszteletére – már halála után – jelent meg az Állandóság a változásban – T’ung pien című kötet.
2005. október 15-én, születésének 75., halálának 5. évfordulója alkalmából emlékülést rendeztek tiszteletére Pekingben, ahol a felszólalók főleg a kínai kultúra magyarországi fordításában, megismertetésében betöltött szerepét méltatták.
2005-ben a Kossuth Kiadó a Magiszter Társadalomtudományi Alapítvánnyal együttműködve útjára indította Tőkei Ferenc életműsorozatát, amely kilenc kötetben 2009-ig jelent meg.
Halálának 10. évfordulóján az ELTE Bölcsészettudományi Karán tartott emlékülést az ELTE Konfuciusz Intézet, amelynek társadalomtudományi előadásai kötet formájában (Az újragondolás lázadása), a sinológiai témájúak pedig a Távol-keleti Tanulmányok 2010/2. számában jelentek meg. Halálának 20. évfordulója alkalmából egykori kollégái, tanítványai, és a kortárs sinológia képviselői tanulmánykötettel tisztelegtek munkássága előtt (Kínai bölcselet és művészet).

## Főbb művei
- A kínai elégia születése. K’iü Jüan és kora. Budapest: Akadémiai Kiadó, 1959 (2. jav. kiad. 1986)
- A kínai irodalom rövid története Budapest: Gondolat, 1960 (Miklós Pál társszerzővel)
- Az „ázsiai termelési mód” kérdéséhez. Budapest: Kossuth Könyvkiadó, 1965 (2. jav., bőv. kiad. 1975, a későbbiekben öt nyelven).
- Műfajelmélet Kínában a III–VI. században. Liu Hie elmélete a költői műfajokról. Budapest: Akadémiai Kiadó, 1967.
- Naissance de l’élégie chinoise. Paris: Editions Gallimard, 1967.
- A társadalmi formák elméletéhez. Budapest: Kossuth Könyvkiadó, 1968 [12. kiad. 1970).
- Antikvitás és feudalizmus. Budapest: Kossuth Könyvkiadó, 1969.
- Vázlatok a kínai irodalomról. Budapest: Kossuth Könyvkiadó, 1970.
- Genre Theory in China in the 3rd–6th Centuries.' [Transl. by Hilda Ecsedy]. Budapest: Akadémiai Kiadó, 1971.
- Chūgoku no higa no tanjō –Kutsugen to sono jidai 中国の悲歌の誕生－屈原とその時代 (A kínai elégia születése. Qu Yuan és kora). Tokyo: Fūtō Sha, 1972.
- Sinológiai műhely. Budapest: Magvető Könyvkiadó, 1974.
- A társadalmi formák marxista elméletének néhány kérdése. Budapest: Kossuth, 1977.
- Kortársunk-e Marx? Budapest: Kossuth, 1984.

## Műfordításai
- Csü Jüan versei [prózafordítás (műford. Weöres Sándor), utószó, jegyzetek]. Budapest: Szépirodalmi Könyvkiadó, 1954.
- Dalok Könyve [prózafordítás (műford. többen), utószó, jegyzetek]. Budapest: Európa Könyvkiadó, 1957 [2. kiad. 1959].
- Lao-ce: Az Út és Erény könyve [prózafordítás (műford. Weöres Sándor), utószó, jegyzetek]. Budapest: Európa Könyvkiadó, 1958 [további kiadások:1980, 1994, 1996].
- Pu Szung-Ling: Furcsa históriák [válogatás, fordítás, utószó, jegyzetek]. Budapest: Magyar Helikon, 1959.
- Zenepalota [válogatás, fordítás, utószó, jegyzetek]. Budapest: Európa Könyvkiadó, 1959 [2. kiad. 1997]
- Csü Jüan: Száműzetés [prózafordítás (műford. Nagy László), utószó, jegyzetek]. Budapest: Európa Könyvkiadó, 1959 [2. kiad. 1994].
- Lu Hszin: Régi mesék mai szemmel [fordítás, utószó]. Budapest: Európa Könyvkiadó, 1959.
- Cao Cse versei, Cao Cao és Cao Pi verseiből [válogatás, fordítás, utószó, jegyzetek]. Budapest: Európa Könyvkiadó, 1960.
- Li Hszing-Tao: A krétakör [fordítás (versek, műford. Garai Gábor), utószó, jegyzetek]. Budapest: Magyar Helikon, 1960.
- Vang Si-Fu: A nyugati szoba [fordítás (versek, műford. Károlyi Amy), utószó]. Budapest: Európa Könyvkiadó, 1960.
- Lu Hszin: Vadfüvek [fordítás, utószó, jegyzetek]. Budapest: Magyar Helikon, 1961.
- Kínai filozófia. Ókor I. [válogatás, fordítás, bevezetések, jegyzetek]. Budapest: Akadémiai Kiadó, 1962.
- Klasszikus kínai elbeszélések [válogatás, fordítás (másokkal), Bevezetés: „A régi kínai novella”]. Budapest: Európa Könyvkiadó, 1962.
- Kínai filozófia. Ókor II. [válogatás, fordítás, bevezetések, jegyzetek]. Budapest: Akadémiai Kiadó, 1964.
- Kínai filozófia. Ókor III. [válogatás, fordítás, bevezetések, jegyzetek]. Budapest: Akadémiai Kiadó, 1967.
- Klasszikus kínai költők I. [válogatás, prózafordítás (műford. többen)]. Budapest: Európa Könyvkiadó, 1967.
- A szépség szíve. Régi kínai esztétikai írások [válogatás, fordítás, bevezető, jegyzetek]. Budapest: Gondolat Könyvkiadó, 1973 [2. jav. kiad. 1984].
- Kínai filozófia. Ókor I–III. [2., egyesített kiad., ld. 1962, 1964, 1967]. Budapest: Akadémiai Kiadó, 1980 [3. kiad. 1986]
- Konfuciusz: Beszélgetések és mondások [fordítás, bevezetés, jegyzetek]. Szeged: Szukits Könyvkiadó, 1995 [további kiadások: 1996, 2000]
- Kínai buddhista filozófia [válogatás, fordítás, kommentár]. Budapest: MTA Orientalisztikai Munkaközösség – Balassi Kiadó, 1996.
- Mo Ti: Konfuciusz hívei ellen [válogatás, fordítás, bevezetés, jegyzetek]. Szeged: Szukits Könyvkiadó, 1996.
- Kínai szofisztika és logika [szerkesztés, fordítás, bevezetések, jegyzetek]. Budapest: Orientalisztikai Munkaközösség – Balassi Kiadó, 1997.
- Menciusz, Konfuciusz nagy követője [válogatás, fordítás, bevezetés, jegyzetek]. Szeged: Szukits Könyvkiadó, 1997.
- A szeretkezés kínai tankönyveiből [válogatás, fordítás (Vámos Péterrel). Budapest: Orientalisztikai Munkaközösség – Balassi Kiadó, 1998.
- A kínai költészet elméletéből [válogatás, szerkesztés, fordítás]. Budapest: Orientalisztikai Munkaközösség – Argumentum, 1998
- A kínai zene elméletéből [válogatás, szerkesztés, fordítás]. Budapest: Orientalisztikai Munkaközösség – Argumentum, 2000.

## Életműsorozat
Sorozatszerk.: Lendvai L. Ferenc – Kósa Gábor. Magiszter Társadalomtudományi Alapítvány, Kossuth Kiadó, Budapest, 2005–2009.
- I-III. Kínai filozófia (szöveggyűjtemény)
- IV. Ázsiai termelési mód, antikvitás, feudalizmus
- V. Társadalmi formák és közösségek
- VI. Esztétika a régi Kínában
- VII. Sinológiai műhely
- VIII. Tanulmányok, cikkek, interjúk
- IX. Kínai mesék és drámák (összegyűjtött műfordítások)